# Rudolf Burkert
Rudolf Burkert, nemški smučarski skakalec in nordijski kombinatorec, * 31. oktober 1904, Polubný, Kořenov, Češka, † 1985, Nemčija.
Burkert je nastopil na Zimskih olimpijskih igrah 1928 v St. Moritzu, kjer je osvojil bronasto medaljo na veliki skakalnici in dvanajsto mesto v nordijski kombinaciji. Na Svetovnem prvenstvu 1927 v Cortini d'Ampezzo je postal svetovni prvak v nordijski kombinaciji, na Svetovnem prvenstvu 1933 v Innsbrucku pa še svetovni podprvak v smučarskih skokih na veliki skakalnici.